# AEW World Trios Championship
El AEW World Trios Championship (Campeonato Mundial de Tercias de AEW, en español) es un campeonato de lucha libre profesional creado y utilizado por la compañía estadounidense All Elite Wrestling (AEW). Es un campeonato de parejas especializado, siendo disputado por equipos de tres luchadores. Los campeones inaugurales fueron The Elite (Kenny Omega y The Young Bucks), quienes se coronaron el 4 de septiembre del 2022 en el evento All Out al derrotar a "Hangman" Adam Page y The Dark Order en la final de un torneo. Los campeones actuales son The Opps (Samoa Joe, Katsuyori Shibata & Powerhouse Hobbs), quienes se encuentran en su primer reinado en conjunto.

## Historia
El 27 de julio, en el episodio especial de Dynamite: Fight for the Fallen, All Elite Wrestling (AEW) anunció un torneo para el inaugural Campeonato Mundial de Tríos que culminaría con el evento All Out el 4 de septiembre de 2022. A diferencia del Campeonato Mundial en Parejas de AEW, que es un título estándar en parejas disputado por equipos de dos luchadores, el Campeonato de Tríos es disputado por equipos de tres luchadores. Durante el evento All Out, The Elite (Kenny Omega, Matt Jackson & Nick Jackson) derrotaron al equipo conformado por "Hangman" Adam Page y The Dark Order en la final de un torneo para ser coronados como los campeones inaugurales.
No obstante, ese mismo día, al finalizar la rueda de prensa posterior al evento, hubo un altercado físico legítimo entre CM Punk, su entrenador Ace Steel, Kenny Omega y The Young Bucks, razón por la cual el presidente de AEW Tony Khan suspendió a los luchadores en cuestión y despojó tanto a The Elite como a CM Punk de sus campeonatos el día 7 de septiembre del 2022 en Dynamite. Ese mismo día, durante el episodio de Dynamite en cuestión, Death Triangle (PAC, Penta El Zero M & Rey Fénix) derrotaron Best Friends (Orange Cassidy, Chuck Taylor & Trent Beretta se enfrentarían para coronar a los nuevos campeones.

### Torneo por el título

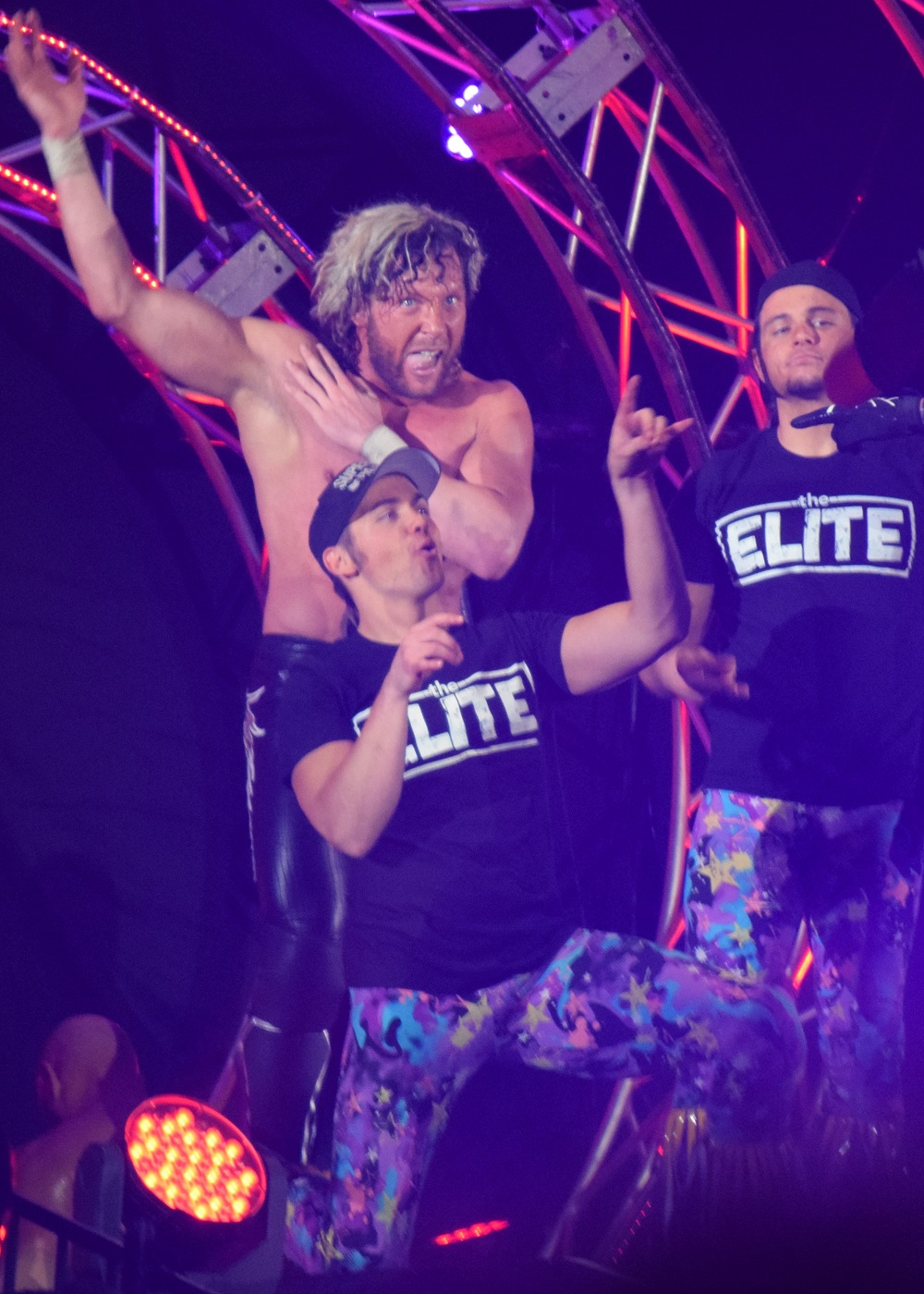
Los campeones inaugurales The Elite (Kenny Omega, Matt Jackson & Nick Jackson).

El 10 de agosto de 2022, en un episodio especial de Dynamite: Quake by the Lake, el comentarista y productor principal de AEW, Tony Schiavone, reveló que habría un torneo de eliminación de ocho equipos para coronar a los primeros Campeones Mundiales de Tríos de AEW. Se reveló que el torneo comenzaría en el episodio del 17 de agosto de Dynamite y continuaría durante las próximas semanas hasta culminar el 4 de septiembre de 2022 en el evento All Out, día en el que se llevó a cabo la final entre The Elite (Kenny Omega, Matt Jackson & Nick Jackson) y el equipo conformado por "Hangman" Adam Page y The Dark Order.
|  | Cuartos de finales Dynamite 17 y 24 de agosto Rampage 19 y 26 de agosto | Cuartos de finales Dynamite 17 y 24 de agosto Rampage 19 y 26 de agosto | Cuartos de finales Dynamite 17 y 24 de agosto Rampage 19 y 26 de agosto |                                      |                                                                    | Semifinales Dynamite 31 de agosto Rampage 2 de septiembre          | Semifinales Dynamite 31 de agosto Rampage 2 de septiembre | Semifinales Dynamite 31 de agosto Rampage 2 de septiembre |  |           | Final All Out 4 de septiembre | Final All Out 4 de septiembre | Final All Out 4 de septiembre |  |
|  |                                                                         |                                                                         |                                                                         |                                      |                                                                    |                                                                    |                                                           |                                                           |  |           |                               |                               |                               |  |
|  |                                                                         |                                                                         |                                                                         |                                      |                                                                    |                                                                    |                                                           |                                                           |  |           |                               |                               |                               |  |
|  | Death Triangle (PAC, Penta El Zero M & Rey Fénix)                       | Death Triangle (PAC, Penta El Zero M & Rey Fénix)                       | 24:51                                                                   |                                      |                                                                    |                                                                    |                                                           |                                                           |  |           |                               |                               |                               |  |
|  | Death Triangle (PAC, Penta El Zero M & Rey Fénix)                       | Death Triangle (PAC, Penta El Zero M & Rey Fénix)                       | 24:51                                                                   |                                      |                                                                    |                                                                    |                                                           |                                                           |  |           |                               |                               |                               |  |
|  | United Empire (NJPW) (Will Ospreay, Mark Davis & Kyle Fletcher)         | United Empire (NJPW) (Will Ospreay, Mark Davis & Kyle Fletcher)         | Pin                                                                     |                                      |                                                                    |                                                                    |                                                           |                                                           |  |           |                               |                               |                               |  |
|  | United Empire (NJPW) (Will Ospreay, Mark Davis & Kyle Fletcher)         | United Empire (NJPW) (Will Ospreay, Mark Davis & Kyle Fletcher)         | Pin                                                                     |                                      | United Empire (NJPW)                                               | United Empire (NJPW)                                               | 18:59                                                     |                                                           |  |           |                               |                               |                               |  |
|  |                                                                         |                                                                         |                                                                         |                                      | United Empire (NJPW)                                               | United Empire (NJPW)                                               | 18:59                                                     |                                                           |  |           |                               |                               |                               |  |
|  |                                                                         |                                                                         | The Elite                                                               | The Elite                            | Pin                                                                |                                                                    |                                                           |                                                           |  |           |                               |                               |                               |  |
|  | La Facción Ingobernable (Andrade El Idolo, Rush & Dragon Lee)           | La Facción Ingobernable (Andrade El Idolo, Rush & Dragon Lee)           | The Elite                                                               | The Elite                            | Pin                                                                | 20:50                                                              |                                                           |                                                           |  |           |                               |                               |                               |  |
|  | La Facción Ingobernable (Andrade El Idolo, Rush & Dragon Lee)           | La Facción Ingobernable (Andrade El Idolo, Rush & Dragon Lee)           |                                                                         |                                      |                                                                    |                                                                    |                                                           |                                                           |  |           |                               |                               |                               |  |
|  | The Elite (Kenny Omega, Matt Jackson & Nick Jackson)                    | The Elite (Kenny Omega, Matt Jackson & Nick Jackson)                    | Pin                                                                     |                                      |                                                                    |                                                                    |                                                           |                                                           |  |           |                               |                               |                               |  |
|  | The Elite (Kenny Omega, Matt Jackson & Nick Jackson)                    | The Elite (Kenny Omega, Matt Jackson & Nick Jackson)                    | Pin                                                                     |                                      |                                                                    |                                                                    |                                                           |                                                           |  | The Elite | The Elite                     | Pin                           |                               |  |
|  |                                                                         |                                                                         |                                                                         |                                      |                                                                    |                                                                    |                                                           |                                                           |  | The Elite | The Elite                     | Pin                           |                               |  |
|  |                                                                         |                                                                         | "Hangman" Adam Page y The Dark Order                                    | "Hangman" Adam Page y The Dark Order | 19:50                                                              |                                                                    |                                                           |                                                           |  |           |                               |                               |                               |  |
|  | House of Black (Malakai Black, Brody King & Buddy Matthews)             | House of Black (Malakai Black, Brody King & Buddy Matthews)             | "Hangman" Adam Page y The Dark Order                                    | "Hangman" Adam Page y The Dark Order | 19:50                                                              | 9:03                                                               |                                                           |                                                           |  |           |                               |                               |                               |  |
|  | House of Black (Malakai Black, Brody King & Buddy Matthews)             | House of Black (Malakai Black, Brody King & Buddy Matthews)             |                                                                         |                                      |                                                                    |                                                                    |                                                           |                                                           |  |           |                               |                               |                               |  |
|  | The Dark Order (Alex Reynolds, John Silver & Preston Vance "10")        | The Dark Order (Alex Reynolds, John Silver & Preston Vance "10")        | Pin                                                                     |                                      |                                                                    |                                                                    |                                                           |                                                           |  |           |                               |                               |                               |  |
|  | The Dark Order (Alex Reynolds, John Silver & Preston Vance "10")        | The Dark Order (Alex Reynolds, John Silver & Preston Vance "10")        | Pin                                                                     |                                      | "Hangman" Adam Page y The Dark Order (Alex Reynolds & John Silver) | "Hangman" Adam Page y The Dark Order (Alex Reynolds & John Silver) | Pin                                                       |                                                           |  |           |                               |                               |                               |  |
|  |                                                                         |                                                                         |                                                                         |                                      | "Hangman" Adam Page y The Dark Order (Alex Reynolds & John Silver) | "Hangman" Adam Page y The Dark Order (Alex Reynolds & John Silver) | Pin                                                       |                                                           |  |           |                               |                               |                               |  |
|  |                                                                         |                                                                         | Best Friends                                                            | Best Friends                         | 11:12                                                              |                                                                    |                                                           |                                                           |  |           |                               |                               |                               |  |
|  | TrustBusters (Ari Daivari, Parker Boudreaux & Slim J)                   | TrustBusters (Ari Daivari, Parker Boudreaux & Slim J)                   | Best Friends                                                            | Best Friends                         | 11:12                                                              | 10:32                                                              |                                                           |                                                           |  |           |                               |                               |                               |  |
|  | TrustBusters (Ari Daivari, Parker Boudreaux & Slim J)                   | TrustBusters (Ari Daivari, Parker Boudreaux & Slim J)                   |                                                                         |                                      |                                                                    |                                                                    |                                                           |                                                           |  |           |                               |                               |                               |  |
|  | Best Friends (Orange Cassidy, Chuck Taylor & Trent Beretta)             | Best Friends (Orange Cassidy, Chuck Taylor & Trent Beretta)             | Pin                                                                     |                                      |                                                                    |                                                                    |                                                           |                                                           |  |           |                               |                               |                               |  |
|  | Best Friends (Orange Cassidy, Chuck Taylor & Trent Beretta)             | Best Friends (Orange Cassidy, Chuck Taylor & Trent Beretta)             | Pin                                                                     |                                      |                                                                    |                                                                    |                                                           |                                                           |  |           |                               |                               |                               |  |
|  |                                                                         |                                                                         |                                                                         |                                      |                                                                    |                                                                    |                                                           |                                                           |  |           |                               |                               |                               |  |

1. ↑  Page reemplazó a Preston Vance, quien no tenía autorización médica para competir.[4]

## Campeones
El Campeonato Mundial de Tercias de AEW es un campeonato de tercias creado por la entonces AEW a mediados de 2022. Los campeones inaugurales fueron The Elite (Kenny Omega, Matt Jackson & Nick Jackson), quienes ganaron un torneo con final en All Out derrotando a «Hangman» Adam Page & The Dark Order (Alex Reynolds & John Silver).
El reinado más largo en la historia del título le pertenece a The Acclaimed (Anthony Bowens, Billy Gunn & Max Caster), quienes mantuvieron el campeonato por 238 días en su único reinado. Mientras, The Elite (Kenny Omega, Matt Jackson & Nick Jackson) poseen el reinado más corto, con 3 días en su primer reinado.
En cuanto edades de los campeones, Billy Gunn es el campeón más viejo en la historia de AEW ya que logró el campeonato a los 59 años y 289 días de edad, mientras que Rey Fénix es el campeón más joven en la historia del campeonato quien logró el campeonato con tan solo 31 años y 251 días de edad.
The Elite también poseen el récord con más reinados ya que han obtenido el campeonato en dos ocasiones.

### Campeones actuales
Los campeones actuales son The Opps (Samoa Joe, Katsuyori Shibata & Powerhouse Hobbs), quienes se encuentran en su primer reinado en conjunto. Joe, Shibata & Hobbs ganaron los títulos tras derrotar a los excampeones Death Riders (Jon Moxley, Claudio Castagnoli & Wheeler Yuta) el 16 de abril de 2025 en Dynamite: Spring BreakThru.
The Opss registran hasta el 15 de agosto de 2025 las siguientes defensas televisadas:
1. vs. Death Riders (Claudio Castagnoli, Wheeler Yuta & Gabe Kidd) (12 de julio de 2025, All In)

### Lista de campeones
| N.º | Campeones                                                                               | Lucha                   | Lucha                      | Lucha                     | Estadísticas | Estadísticas | Estadísticas      | Notas y referencias |
| N.º | Campeones                                                                               | Fecha                   | Evento                     | Ubicación                 | Reinado      | Días         | Días rec. por AEW | Notas y referencias |
| --- | --------------------------------------------------------------------------------------- | ----------------------- | -------------------------- | ------------------------- | ------------ | ------------ | ----------------- | --- |
| 1   | The Elite (Kenny Omega (1), Matt Jackson (1) & Nick Jackson (1))                        | 4 de septiembre de 2022 | All Out                    | Hoffman Estates, Illinois | 1            | 3            | 3                 | Derrotaron a "Hangman" Adam Page y The Dark Order (Alex Reynolds & John Silver) en la final del torneo para coronarse campeones inaugurales. Este es el reinado más corto en la historia del campeonato. |
| —   | Vacante                                                                                 | 7 de septiembre de 2022 | Dynamite                   | Búfalo, Nueva York        | —            | —            | —                 | The Elite fueron despojados del título después de ser suspendidos por el presidente de AEW, Tony Khan, debido al altercado físico legítimo que ocurrió después de la rueda de prensa posterior a All Out. |
| 2   | Death Triangle (PAC (1), Penta El Zero M (1) & Rey Fénix (1))                           | 7 de septiembre de 2022 | Dynamite                   | Búfalo, Nueva York        | 1            | 126          | 126               | Derrotaron a Best Friends (Orange Cassidy, Chuck Taylor & Trent Beretta) para ganar los títulos vacantes. Al momento de la coronación, PAC ostentaba el campeonato All-Atlantic de AEW, convirtiéndose en el primer doble campeón en la historia de AEW. |
| 3   | The Elite (Kenny Omega (2), Matt Jackson (2) & Nick Jackson (2))                        | 11 de enero de 2023     | Dynamite                   | Los Ángeles, California   | 2            | 53           | 53                | Fue en una serie de 7 combates en donde la última lucha fue en una Escalera de la Muerte. |
| 4   | House of Black (Brody King (1), Buddy Matthews (1) & Malakai Black (1))                 | 5 de marzo de 2023      | Revolution                 | San Francisco, California | 1            | 175          | 175               | [ 10 ] |
| 5   | The Acclaimed (Anthony Bowens (1), Billy Gunn (1) & Max Caster (1))                     | 27 de agosto de 2023    | All In                     | Londres, Inglaterra       | 1            | 238          | 238               | Fue mediante las reglas de Open House impuestas por House of Black, los oponentes (The Acclaimed) escogieron un No Holds Barred Match. Este es el reinado más largo en la historia del campeonato. |
| 6   | The Bang Bang Gang (Jay White (1), Austin Gunn (1) & Colten Gunn (1))                   | 21 de abril de 2024     | Dynasty: Zero Hour         | San Luis, Misuri          | 1            | 80           | 83                | Fue un Winner Takes All Match, donde el Campeonato Mundial en Parejas de Seis Hombres de ROH también estuvo en juego. |
| —   | Vacante                                                                                 | 10 de julio de 2024     | Collision                  | Calgary, Canadá           | —            | —            | —                 | Fueron despojados del campeonato por el vicepresidente ejecutivo interino de AEW, Christopher Daniels, después de que Jay White sufriera una lesión, anulando el intento de Bang Bang Gang de invocar la Freebird Rule para permitir que Juice Robinson defendiera el título en lugar de White. Este episodio se emitió en diferido el 13 de julio de 2024.       |
| 7   | The Patriarchy (Christian Cage (1), Killswitch (1) & Nick Wayne (1))                    | 20 de julio de 2024     | Collision                  | Arlington, Texas          | 1            | 36           | 36                | Derrotaron a The Bang Bang Gang (Juice Robinson, Austin Gunn & Colten Gunn) para ganar los títulos vacantes. |
| 8   | Blackpool Combat Club/Death Riders (PAC (2), Claudio Castagnoli (1) & Wheeler Yuta (1)) | 25 de agosto de 2024    | All In                     | Londres, Inglaterra       | 1            | 234          | 234               | Derrotaron a The Patriarchy (Christian Cage, Killswitch & Nick Wayne), The Bang Bang Gang (Juice Robinson, Austin Gunn & Colten Gunn) y House of Black (Malakai Black, Brody King & Buddy Matthews) en un Ladder Match. Después de una lesión legítima de PAC en el episodio del 9 de abril de 2025 de Dynamite, Jon Moxley fue proclamado como campeón interino. |
| 9   | The Opps (Samoa Joe (1), Katsuyori Shibata (1) & Powerhouse Hobbs (1))                  | 16 de abril de 2025     | Dynamite: Spring BreakThru | Boston, Massachusetts     | 1            | 121+         | 121+              | Jon Moxley reemplazó a PAC debido a una lesión. |

### Total de días con el título
La siguiente lista muestra el total de días que un luchador ha poseído el campeonato, si se suman todos los reinados que posee. Actualizado a la fecha del 15 de agosto de 2025.

#### Por equipos
| + | Indica a los campeones actuales |

| N.º | Equipo                                                                      | Reinados | Días combinados | Reconocidos por AEW |
| --- | --------------------------------------------------------------------------- | -------- | --------------- | ------------------- |
| 1   | The Acclaimed (Anthony Bowens, Billy Gunn & Max Caster)                     | 1        | 238             | 238                 |
| 2   | Blackpool Combat Club/Death Riders (PAC, Claudio Castagnoli & Wheeler Yuta) | 1        | 234             | 234                 |
| 3   | House of Black (Brody King, Buddy Matthews & Malakai Black)                 | 1        | 175             | 175                 |
| 4   | Death Triangle (PAC, Penta El Zero M & Rey Fénix)                           | 1        | 126             | 126                 |
| 5   | The Opps (Samoa Joe, Katsuyori Shibata & Powerhouse Hobbs)                  | 1        | 121+            | 121+                |
| 6   | The Bang Bang Gang (Jay White, Austin Gunn & Colten Gunn)                   | 1        | 80              | 83                  |
| 7   | The Elite (Kenny Omega, Matt Jackson & Nick Jackson)                        | 2        | 56              | 56                  |
| 8   | The Patriarchy (Christian Cage, Killswitch & Nick Wayne)                    | 1        | 36              | 36                  |

#### Por luchador
| + | Indica al campeón actual |

| N.º | Luchador           | Reinados | Días combinados | Reconocidos por AEW |
| --- | ------------------ | -------- | --------------- | ------------------- |
| 1   | PAC                | 2        | 361             | 361                 |
| 2   | Anthony Bowens     | 1        | 238             | 238                 |
| 2   | Billy Gunn         | 1        | 238             | 238                 |
| 2   | Max Caster         | 1        | 238             | 238                 |
| 5   | Claudio Castagnoli | 1        | 234             | 234                 |
| 5   | Wheeler Yuta       | 1        | 234             | 234                 |
| 7   | Malakai Black      | 1        | 175             | 175                 |
| 7   | Brody King         | 1        | 175             | 175                 |
| 7   | Buddy Matthews     | 1        | 175             | 175                 |
| 10  | Penta El Zero M    | 1        | 126             | 126                 |
| 10  | Rey Fénix          | 1        | 126             | 126                 |
| 12  | Samoa Joe          | 1        | 121+            | 121+                |
| 12  | Katsuyori Shibata  | 1        | 121+            | 121+                |
| 12  | Powerhouse Hobbs   | 1        | 121+            | 121+                |
| 15  | Austin Gunn        | 1        | 80              | 83                  |
| 15  | Colten Gunn        | 1        | 80              | 83                  |
| 15  | Jay White          | 1        | 80              | 83                  |
| 18  | Kenny Omega        | 2        | 56              | 56                  |
| 18  | Matt Jackson       | 2        | 56              | 56                  |
| 18  | Nick Jackson       | 2        | 56              | 56                  |
| 21  | Christian Cage     | 1        | 36              | 36                  |
| 21  | Killswitch         | 1        | 36              | 36                  |
| 21  | Nick Wayne         | 1        | 36              | 36                  |

### Mayor cantidad de reinados

#### Por equipos
| Reinados | Equipo (s) |
| -------- | ---------- |
| 2 veces  | The Elite  |

### Por luchador
| Reinados | Luchador (es)                                |
| -------- | -------------------------------------------- |
| 2 veces  | Kenny Omega, Matt Jackson, Nick Jackson, PAC |